# Rosa Schapire
Rosa Schapire (Brody, antigua ciudad del Imperio austrohúngaro el 9 de septiembre de 1874; Londres el 1 de febrero de 1954) fue una historiadora del arte, coleccionista, mecenas y escritora que tradujo obras literarias y de historia del arte del francés y polaco al alemán. Asimismo, fue una de las primeras mujeres en Alemania que se doctoró en la disciplina de historia del arte.  Además de apoyar a otros artistas pertenecientes al grupo expresionista Die Brücke, Rosa Schapire promocionó especialmente a Karl Schmidt-Rottluff, cuya obra coleccionó desde que era pequeña, y que fue uno de sus amigos más íntimos. Fueron pocas las mujeres en el mundo del arte que llegaron a ser académicas, mecenas, críticas de arte y coleccionistas al mismo tiempo, y Rosa Schapire fue una de ellas.        

## Vida

### Juventud y formación
Rosa Schapire nació en Galitzia Oriental (ahora Ucrania) en el seno de una familia judía adinerada. Creció con cuatro hermanas en Brody, donde la mayoría de la población era judía en aquella época. Fue educada en tres idiomas (polaco, alemán y francés) y creía que estaba llamada para el internacionalismo «por nacimiento, educación y destino vital». Su hermana menor, Anna Schapire-Neurath, era escritora y estaba casada con el economista y filósofo austriaco Otto Neurath.
Rosa Schapire se interesó desde joven por el arte moderno y contemporáneo y estudió historia del arte en la Universidad de Zúrich, la Universidad de Leipzig, la Universidad Humboldt de Berlín y la Universidad de Heidelberg. Ya en 1897 publicó el ensayo «Ein Wort zur Frauenemanzipation» [Unas palabras sobre la emancipación de la mujer] en el periódico Sozialistische Monatshefte [Cuadernos mensuales socialistas] . En él se distanciaba del movimiento feminista burgués, que, según ella, se limitaba a exigir «el desarrollo de tipos de ocupación nuevos para las mujeres, la separación de los bienes conyugales y, la ampliación de los derechos de la madre». Contrastó estas reivindicaciones con la situación de las mujeres proletarias y declaró que «la solución de la cuestión femenina sólo es posible en una sociedad en la que el ser humano posea el trabajo y no el trabajo al ser humano». Llegó a la siguiente conclusión: «Sólo en un Estado socialista, libre de cualquier prejuicio interno o externo, con sus propias normas morales como barrera, será posible que las mujeres se conviertan en seres humanos libres, que puedan entregar libremente su amor al hombre de su elección y que den el salto del reino de la necesidad al reino de la libertad». En 1901 escribió un ensayo sobre el entonces controvertido pintor suizo Ferdinand Hodler y  en 1903 publicó un artículo sobre las galerías privadas de Hamburgo en el periódico Frankfurter Zeitung.
En el año 1904 terminó el doctorado en la Universidad de Heidelberg bajo la dirección de Henry Thode. Sus compañeros de estudios fueron Edwin Redslob, Walter Kaesbach, Emil Waldmann y Ernst Kühnel. A pesar de su preferencia por el arte contemporáneo, por «un prudente respeto» hacia los catedráticos de su universidad, escribió su tesis doctoral sobre el pintor de arquitectura y paisaje de Fráncfort Ernst Morgenstern (1738-1819). Antes de la Primera Guerra Mundial, comenzó a revitalizar la obra del pintor e ilustrador de Hamburgo Hans Speckter.

### Hamburgo y la conexión con el grupo Die Brücke
En 1905 Schapire se mudó a Hamburgo. En el mismo año la editorial Piper publicó su traducción del francés de la obra Fragments d´un journal intime (1882-1884), extractos del diario del escritor y filósofo suizo Henri-Frédéric Amiel. Tradujo obras al alemán del novelista francés Honoré de Balzac, la novela El doctor Pascal de Émile Zola, así como escritos del ámbito de las Bellas Artes del polaco. En 1906, en el número de marzo de la revista Monatshefte der kunstwissenschaftlichen Literatur [Revistas mensuales de literatura artístico-científica], en el capítulo dedicado al arte neerlandés, reseñó el libro de la autora Johanna de Johnghs Die holländische Landschaftsmalerei [Pintura de paisaje holandesa], que había sido publicado en traducción alemana por la editorial Bruno Cassirer el año anterior.
El director de la Audiencia Provincial de Hamburgo y coleccionista de arte Gustav Schiefler llamó la atención de Rosa Schapire sobre los artistas del grupo Die Brücke, fundado en Dresde en 1905. En junio de 1907, Schapire se incorporó al grupo como miembro pasivo siendo uno de sus fundadores el pintor Karl Schmidt-Rottluff. En el índice de miembros que él gestionaba, grabó en madera el nombre de Rosa Schapire, que llevaba el número 30 de los 68 miembros pasivos. En 1908, Schapire conoció personalmente a Schmidt-Rottluff, trabó gran amistad con él y se convirtió en su promotora.
Mantuvo correspondencia intensa con los miembros de Die Brücke. Su colección conserva más de cien de las postales que los artistas crearon, entre ellas una postal de Schmidt-Rottluff y Max Pechstein del año 1910 enviada desde Berlín a la «estimada Señorita  Schapire». Una postal de Schmidt-Rottluff del mismo año representa a Rosa Schapire como una mujer en el sofá. Otra postal de 1911, pintada por Ernst Ludwig Kirchner y firmada por Max Pechstein y Otto Mueller, fue subastada por 38 .000 marcos alemanes en Múnich en 1987. Para su 50° cumpleaños en 1924, Schapire  recibió ocho postales pintadas por los artistas de Die Brücke. Las postales de los artistas están en varios museos y fueron exhibidas juntas en el Museo de Artes y Oficios de Hamburgo en 2009. 
Schapire mantuvo amistad por poco tiempo con Emil Nolde y su esposa. Escribió dos ensayos sobre él y pronunció el discurso inaugural de una exposición de este autor en Hamburgo en 1908. Sin embargo, se distanciaron pronto y finalmente el contacto se rompió. La razón de esta ruptura puede desprenderse de las siguientes frases de Nolde publicadas en la segunda parte de sus memorias de 1934:
«Una señora de aquí está muy interesada en su arte», contó Frau Rauert. Era la señorita doctora Schapire y cuando llegamos a Alsen, nos enviaron sus artículos recién escritos. Las cartas también llegaron. – La amistad entre ella y nosotros, que se había encendido rápidamente, volvió a extinguirse. Sólo quedaron las cenizas. Ya está olvidado. En el arte fue mi primer encuentro consciente con una persona de un tipo diferente al mío. … Los judíos tienen mucha inteligencia y espiritualidad, pero poca alma y poca creatividad. Cuando llegué a Berlín un joven investigador judío me dijo: «Todas las chicas jóvenes con las que quedo a solas deben caer a la tercera». Esto me causó una impresión atroz cuando era joven y desde entonces no me ha abandonado. Todos mis sentimientos de ternura y nobleza quedaron heridos. Los judíos son personas diferentes a nosotros. ¿O debería un casanova alemán querer y hacer lo mismo?
A finales de mayo de 1909, Schmidt-Rottluff, Erich Heckel, una amiga suya, y Rosa Schapire se encontraron en Dangast en la bahía de Jade, donde Schmidt-Rottluff solía pasar el verano. En 1910, Schmidt-Rottluff llegó a Hamburgo, donde permaneció tres años y alquiló un estudio. A principios de 1911, Rosa Schapire consiguió organizar la primera exposición individual de las obras de Schmidt-Rottluff en Hamburgo en la Galería Commeter. El 8 de enero de 1911, pronunció el discurso inaugural, lo que llevó al crítico Denis Hoffmann a afirmar en el diario Hamburger Fremdenblatt: «Su profecía de que Schmitt-Rottluff había logrado o lograría un lugar en la historia del arte fue una conclusión bonita pero atrevida. En 1912 el cuadro Georginen in Vase de Schmidt-Rottluff fue adquirido por el museo Kunsthalle de Hamburgo. Más tarde fue transferido al museo Kunsthalle Bielefeld.
Schmidt-Rottluff realizó una serie de retratos de Rosa Schapire. Un retrato de 1911 se puede ver en el Museo Brücke de Berlín. El Retrato de Rosa Schapire, una pintura al óleo de 1919, así como Frau mit Tasche [Señora con bolso, 1915] y Zwei Frauen [Dos mujeres, 1912] se encuentran en la Tate Gallery de Londres. Schapire compró muchas de las obras de Schmitt-Rottluff, entre ellas, pinturas al óleo, esculturas de madera, acuarelas, así como sus grabados. Schmidt-Rottluff amuebló el piso de Rosa Schapire en Hamburgo, donde vivía desde 1908 y construyó también muebles. También diseñó ropa y joyas para ella. Franz Radziwill, que la visitó frecuentemente a partir de 1920 y la retrató tres veces, escribió sobre su salón que «ella sólo vivía en la habitación que llamábamos Schmidt-Rottluff y allí, frente a los cuadros y objetos de su pasión, se percibía a sí misma y a los demás». Además de las obras de Schmidt-Rottluff el salón también albergaba obras de Radziwill, que ella le compró.
En 1916, Rosa Schapire fundó con Ida Dehmel la Frauenbund zur Förderung deutscher bildender Kunst [Asociación de Mujeres para la Promoción de las Bellas Artes Alemanas]. Apoyó al pintor y artista gráfico Willem Grimm, que llegó a Hamburgo en 1924 y mantuvo estrechos contactos con la Secesión de Hamburgo, de la que era miembro literario desde 1919. En 1936, durante una estancia de dos meses en Hamburgo, el escritor Samuel Beckett visitó a Rosa Schapire en su piso y se maravilló de su mobiliario en tanto que obra de arte total creada por Schmidt-Rottluff.
Tras el final de la Primera Guerra Mundial, Rosa Schapire, Schmidt-Rottluff, su esposa Emy y su hermana Gertrud, así como sus amigos artistas Bernhard Hoetger, Curt Stoermer y Heinrich Vogeler, se alojaban con frecuencia en la ciudad costera de Hohwacht, en Schleswig-Holstein. En 1923 Schmidt-Rottluff retrató a Rosa Schapire en la xilografía Frauenkopf R. S. En 1924 Schapire publicó el escrito titulado Obra gráfica de Karl Schmidt-Rottluff hasta 1923, que fue reeditada en 1965. En 1929 escribió el prefacio del catálogo de la exposición Schmidt-Rottluff en la asociación Chemnitzer Kunsthütte.
Entre 1919 y 1920 publicó, junto con Wilhelm Niemeyer, la revista de arte expresionista Die Rote Erde [La Tierra Roja], adornada con un grabado en madera de Schmidt-Rottluff. También con Wilhelm Niemeyer fundó en 1920 la Kunstbund Hamburg [Escuela de Bellas Artes de Hamburgo] y publicó la revista de arte Kündung en 1920/1921 que incluía grabados en madera originales de autores como Charles Crodel. En 1931, fue una de los miembros fundadores del primer Club Zonta alemán.

### Ostracismo en la época del nacionalsocialismo
Tras el ascenso al poder de los nacionalsocialistas en 1933, Schapire colaboró en la Jüdischer Kulturbund Hamburg [Federación Cultural Judía de Hamburgo] hasta 1939. Los jóvenes artistas a los que apoyó le agradecieron el apoyo con una veintena de retratos suyos.
A raíz de la «Exposición de Arte Degenerado» de Múnich de 1937, Rosa Schapire fue puesta bajo arresto domiciliario en su piso de Hamburgo. Sólo podía publicar con un seudónimo y emigró a Gran Bretaña en 1939, poco antes del comienzo de la Segunda Guerra Mundial. Llegó a Londres el 18 de agosto de 1939. Había rescatado de Alemania su colección Schmidt-Rottluff y las postales de artistas. La Gestapo confiscó su biblioteca y subastó el 31 de octubre de 1941 las obras de arte que había dejado, un total de 86 piezas, por valor de 1.348,30 marcos. Su mobiliario, pintado por Schmidt-Rottluff, ardió durante un ataque aéreo durante la Operación Gomorra en 1943.
En la exposición de Hamburgo de 2009 se exhibieron en una sala separada documentos del Archivo Estatal de la Ciudad Libre y Hanseática de Hamburgo, y muestran que Schapire tuvo que inventariar todos los enseres de su piso, dar cuenta de sus ingresos antes de «abandonar el país», que los artículos domésticos inventariados fueron subastados y que la solicitud de Schapire para la restitución de sus bienes desde su exilio en Londres no se decidió hasta finales de la década de 1950, después de su muerte, a pesar de que había dado a conocer su precaria situación. Los documentos también contienen una escueta confirmación de Schmidt-Rottluff en la que cuantifica el valor de sus obras donadas a Schapire.

### Exilio en Londres
Durante su estancia en Londres, Rosa Schapire se ganaba la vida traduciendo. Schapire llevaba una vida modesta en una habitación cercana a la Tate Gallery, donde trabajaba como voluntaria. En 1945/1946 conoció al pintor expresionista Ludwig Meidner, quien la retrató en cuatro cuadernos de dibujo (catálogo PR 34-27 a 30). A partir de 1950 trabajó en una monografía de Maria von Heider-Schweinitz (1894-1974), que nunca llegó a terminar. Schapire dio su última conferencia en 1953 sobre la exposición de las obras de Schmidt-Rottluff en Leicester, en la que se expusieron, entre otras obras, 40 xilografías procedentes de su colección.
Rosa Schapire murió en 1954 en la Tate Gallery de Londres, cerca de los cuadros de Schmidt-Rottluff que había cedido al museo. Legó la mayor parte de su colección, que incluía 600 obras gráficas, a los museos alemanes de Mannheim, Berlín,  Altona, Hamburgo y Colonia, con los que había estado en contacto tras el final de la Segunda Guerra Mundial. Donó su colección de postales y grabados al Museo de Tel Aviv (Israel) y a las Galerías de Arte de los Museos de Leicestershire (Gran Bretaña). Su correspondencia con Franz Marc se encuentra en los archivos del Museo Nacional Germano de Núremberg desde 2005.
Todos sus familiares perecieron en el Holocausto, excepto su hermana Anna Schapire-Neurath, que murió al dar a luz en Viena en 1911.

## Retratos de Rosa Schapire
Algunos de los amigos de Rosa Schapire le hicieron varios retratos:
- Schmidt-Rottluff pintó Frau am Tisch (Rosa Schapire) utilizando acuarela y tinta en 1909. Esta obra y el lienzo de 1911 Bildnis Rosa Schapire pintado al óleo se encuentran actualmente en el Museo Brücke de Berlín.
- Schmidt-Rottluff pintó el cuadro Frau mit Handtasche o Mujer con Bolso  en 1915. Este cuadro fue donado a la Tate Gallery de Londres en 1950.[10]
- Schmidt-Rottluff también hizo el Retrato de Rosa Schapire en óleo sobre lienzo en 1919, que se encuentra en la Tate Gallery de Londres.
- Walter Gramatté pintó a Rosa Schapire sentada en una silla en una pose pensativa en 1920, y este cuadro es actualmente propiedad de la Nationalgallerie Berlín.

## Repercusión de la obra de Rosa Schapire
En 1958 Gerhard Wietek publicó la obra Maler der Brücke - Farbige Kartengrüße an Rosa Schapire von Erich Heckel, Ernst Ludwig Kirchner, Max Pechstein, Karl Schmidt-Rottluff [Pintores de Die Brücke - Postales de colores para Rosa Schapire de Erich Heckel, Ernst Ludwig Kirchner, Max Pechstein, Karl Schmidt-Rottluff] en la editorial Insel-Bücherei. En 1990 se presentó en Mannheim la exposición Brücke an der Dr. Rosa Schapire [Puente a la Dra. Rosa Schapire], en la que se expusieron postales dirigidas a Rosa Schapire por artistas de este movimiento. La ciudad hanseática de Hamburgo dio su nombre a la calle Rosa-Schapire-Weg en Bergedorf.
En agosto de 2009, una amplia exposición sobre Schapire abrió sus puertas por primera vez en el Museo de Artes y Oficios de Hamburgo. En la exposición titulada Rosa. Eigenartig grün. Rosa Schapire und die Expressionisten [Rosa. Verde Peculiar. Rosa Schapire y los expresionistas], se trazó su trayectoria como científica; se expusieron cuadros de su colección, documentos, fotografías, postales que le enviaron distintos artistas, retratos de Schapire, grabados de los artistas del movimiento Die Brücke y una vista virtual al salón de Schapire en Hamburgo-Uhlenhorst amueblado por Schmidt-Rottluff. La exposición fue comisariada por Leonie Beiersdorf y diseñada por el diseñador muniqués Holger Wallat.
En 2016, la fundación Freunden der Kunsthalle e. V. [Amigos del Salón de Arte] creó el Premio Bellas Artes Rosa Schapire, dotado con 20 000 euros. « El objetivo es honrar a una personalidad artística cuya obra sea adecuada para enriquecer y mantener vivo un museo de gran tradición y tendencia como la Hamburger Kunsthalle ». El primer premio fue otorgado a Dan Perjovschi.

## Obras publicadas por Rosa Schapire
- Johann Ludwig Ernst Morgenstern - Una contribución a la historia del arte de Frankfurt en el siglo XVIII. Heitz, Estrasburgo 1904 (disertación) en Google Book Search USA.
- Obra gráfica de Karl Schmidt-Rottluff hasta 1923. Euphorion Verlag, Berlín 1924.
- Hans Speckter - un pintor de Hamburgo 1848-1888. Saucke, Wienhausen 2004 (nueva edición).

## Traducciones de Rosa Schapire
| - Henri-Frédéric Amiel: Fragments d’un journal intime (1882–1884). (1905) - Kazimierz Chledowski: Das Italien des Rokoko. (1915) - Kazimierz Chledowski: Der Hof von Ferrara. (1919) - Honoré de Balzac: Vater Goriot. (1923) - Honoré de Balzac: Pierette. (1924) | - Émile Zola: Doktor Pascal. (1924) - Camille Mauclair: Florenz. (1924) - Honoré de Balzac: Der Ehekontrakt. (1925) - Honoré de Balzac: Sarrasine. (1925) - Émile Zola: Seine Exzellenz Eugen Rougon. (1928) |